# Philippe Mexès
Philippe Mexès (* 30. März 1982 in Toulouse) ist ein ehemaliger französischer Fußballspieler.

## Karriere

### Toulouse
Für den jungen Philippe Mexès war der Fußball die einzige Möglichkeit der Freizeitgestaltung, so kam er zum lokalen Fußballverein Toulouse-Mirail, wo er seine fußballerische Karriere begann. Bevor er von den Talentspähern der AJ Auxerre entdeckt wurde und mit 16 Jahren in das Burgund wechselte, wurde er in der Nachwuchsabteilung des FC Toulouse sieben Jahre lang geprägt. Als ersten Erfolg mit Auxerre konnte er den Gewinn der Amateurmeisterschaft im Frühjahr 1999 feiern.

### AJ Auxerre
Kurz darauf kam er in die Profimannschaft Auxerres und debütierte am 10. November 1999 in der Ligue 1, am 8. Dezember 1999 konnte er sein erstes Pflichtspieltor erzielen. Mexès machte immer mehr auf sich aufmerksam, die Zeitschrift France Football bezeichnete ihn als Hoffnung des Jahres. Er wurde zum Leistungsträger der Innenverteidigung Auxerres, die europäischen Topclubs wurden auf ihn aufmerksam; so bot unter anderem Manchester United für ihn eine Ablösesumme in Höhe von 20 Millionen Euro.
Doch er blieb Auxerre treu und trug wesentlich zur Qualifikation für die Champions League in der Saison 2002/03 bei, die ihm endgültig zu europaweiter Bekanntheit verhalf. Am Ende derselben Saison hielt Mexès die Coupe de France in den Himmel - Auxerre konnte am 31. Mai 2003 Paris Saint-Germain mit 2:1 besiegen.

### AS Rom
Nachdem er zur Saison 2004/05 beim AS Rom unterschrieb, erhielt er eine sechswöchige Sperre der FIFA, da er noch einen gültigen Vertrag bei Auxerre hatte. AJ Auxerre und der AS Rom konnten sich über die Ablösesumme für Mexès nicht einigen; letztlich setzte die FIFA sie auf sieben Millionen Euro fest und verhängte eine Transfersperre für die Saison 2005/06 über die Römer, die besagt, dass sie keine Spieler verpflichten dürfen.

### AC Mailand
Zur Saison 2011/12 wechselte Mexès ablösefrei zum Meister AC Mailand.

### Nationalmannschaft
Philippe Mexès hat für sämtliche Nachwuchsmannschaften Frankreichs gespielt, dementsprechend kann er in diesem Bereich auch Erfolge vorweisen. So wurde er im Jahr 2000 U-18-Europameister, zwei Jahre darauf erreichte er mit seiner Mannschaft das Finale der U-21-Europameisterschaft, welches die Mannschaft der Tschechischen Republik im Elfmeterschießen für sich entscheiden konnte. Er war der Jüngste dieser französischen U-21, die aus namhaften Talenten bestand, u. a. Jean-Alain Boumsong, Djibril Cissé, Olivier Kapo, Julien Escudé, Sidney Govou, Benoît Pedretti und Anthony Réveillère.
Am 16. Oktober 2002 debütierte Mexès mit 20 Jahren für Frankreichs A-Nationalmannschaft. Der Gegner in diesem Qualifikationsspiel zur Euro 2004 war Malta. Mexès wurde in der 85. Minute für Lilian Thuram eingewechselt und Frankreich gewann mit 4:0. 2003 gehörte Mexès zur französischen Mannschaft, die mit einem Finalsieg gegen Kamerun den Confederations Cup gewann, er spielte mehrmals von Anfang an. Doch bei der ein Jahr später stattfindenden Europameisterschaft wurde er von Trainer Jacques Santini nicht nominiert. Um einiges überraschender fiel die Nicht-Ernennung für das nächste Großturnier aus. Trotz einer optimalen Saison auf Vereinsebene mit kontinuierlich guten Leistungen blieb ihm die Teilnahme an der WM 2006 verwehrt.
Bis Anfang Juni 2010 hatte Mexès 13 Spiele für Frankreichs A-Nationalmannschaft absolviert, sechs unter Santini und sieben unter Raymond Domenech. Er wurde zahlreiche Male einberufen, kam aber auf Grund von Verletzungen oder taktischer Entscheidungen des Trainers nicht zum Einsatz. Dies änderte sich mit dem Amtsantritt des neuen Sélectionneurs Laurent Blanc, der in seinen ersten acht Begegnungen mit Mexès und dem jungen Adil Rami einem neuen Innenverteidigerpaar vertraute. Nach überstandener Verletzung und fast elfmonatigem Fehlen bei den Bleus kehrte Mexès Ende Februar 2012 zurück und gehörte auch zu Blancs Europameisterschaftsaufgebot 2012. Er wurde dort auch in den Gruppenspielen eingesetzt.

## Erfolge
- 1999: Französischer Amateurmeister mit AJ Auxerre B
- 2000: U-18-Europameister
- 2002: U-21-Vize-Europameister
- 2002: Étoile d’Or
- 2002/03: Gewinner der Coupe de France mit AJ Auxerre
- 2003: Gewinner des FIFA-Konföderationen-Pokals
- 2006/07: Gewinner der Coppa Italia mit dem AS Rom
- 2007: Gewinner der Supercoppa Italiana mit dem AS Rom
- 2007/08: Gewinner der Coppa Italia mit dem AS Rom